# Homöoboxprotein NANOG
Nanog (auch NANOG) ist ein wichtiger Transkriptionsfaktor (TF), der in die Steuerung der Selbsterneuerung von Stammzellen involviert ist.
Der Name leitet sich von Tír na nÓg, dem "Land der ewigen Jugend" in einer irischen Sage, ab. Das den TF codierende Gen liegt beim Menschen auf Chromosom 12 (Location: 12p13.31).
Das humane Nanog ist ein Protein mit 305 Aminosäuren und einem konservierten Homöodomänen-Motiv, das die Bindung der RNA-Polymerase an die DNA während der Genüberschreibung (Transkription) erleichtert. Das Nanog-Gen ist in embryonalen Stammzellen eingeschaltet und ist neben Oct-4, c-myc, Sox-2 und lin-28 einer der bekannten Schlüsselfaktoren zur Aufrechterhaltung der zellulären Pluripotenz ("Alles-Können"). Eine Stammzelle kann sich daher in nahezu jede Zelle des menschlichen Körpers differenzieren.
Überexpression von Nanog bewirkt eine Selbsterneuerung in embryonalen Stammzellen der Maus. In Abwesenheit des Nanog-Proteins, differenzieren Maus-Stammzellen in endodermale Zellen.
Überexpression von Nanog in menschlichen embryonalen Stammzellen ermöglicht die Beibehaltung der Pluripotenz auch nach mehreren Passagen (Zellteilungsphasen über mehrere Kultivierungsstufen hinweg).
Die Ausschaltung des Nanog-Gens bewirkt die Differenzierung der betroffenen Zelle. Dadurch wird die Rolle des Nanog-Proteins bei der Selbsterneuerung in Stammzellen demonstriert.
Yamanaka u. a. zeigten, dass die Induktion von Stammzellen aus Fibroblasten mit anderen Faktoren wie Oct-4 auch ohne Nanog möglich ist. Daher scheint Nanog für die biotechnologische Erzeugung von Stammzellen entbehrlich zu sein.